# Sun de Tampa Bay
Le Sun de Tampa Bay (officiellement en anglais : Tampa Bay Sun) est une franchise féminine de soccer américaine basée à Tampa en Floride. Elle évolue en USL Super League.

## Histoire
En 2023, la United Soccer Leagues crée un nouveau championnat féminin, tout en haut de sa pyramide, la USL Super League. Tampa Bay fait partie des huit franchises fondatrices qui disputent la première saison en 2024-2025. La création de la franchise est annoncée en juin 2023.
En avril 2024, la franchise annonce ses premières recrues, qui sont les premières joueuses à signer en USL Super League : Erika Tymrak, Jordyn Listro et Dominique Richardson. Elles sont ensuite rejointes par l'Anglaise Natasha Flint, passée par Liverpool et le Celtic. Le Sun Recrute l'Américaine Ashley Clark, en provenance de l'Olympique de Marseille (féminines).
Lors de la saison inaugurale d'USLS, le club termine deuxième de la saison régulière, et remporte la phase finale en battant Fort Lauderdale United en finale (1-0) sur un but de la Danoise Cecilie Fløe Nilsen en prolongations.

## Palmarès
USL Super League Championship (1) :
- Champion en 2024-2025